# Zeilarn
Zeilarn – miejscowość i gmina w Niemczech, w kraju związkowym Bawaria, w rejencji Dolna Bawaria, w regionie Landshut, w powiecie Rottal-Inn. Leży około 15 km na południe od Pfarrkirchen, przy drodze B20,.

## Dzielnice
W skład gminy wchodzą następujące dzielnice: Gumpersdorf, Obertürken, Schildthurn, Zeilarn.

## Demografia
| Rok  | Liczba mieszk. |
| ---- | -------------- |
| 1970 | 2 071          |
| 1987 | 2 053          |
| 1994 | 2 218          |
| 2000 | 2 221          |